# Alain de Changy
Alain Carpentier de Changy (Brussel, 5 februari 1922 – Etterbeek, 5 augustus 1994) was een formule 1-coureur uit België. Hij reed één Grand Prix, de Grand Prix van Monaco van 1959 voor het team Ecurie Nationale Belge in een Cooper.
De Changy had meer succes in het sportwagenracen.